# Башня Ассауве
Ба́шня А́ссауве (эст. Assauwe torn, Assouwentorn) — фортификационное сооружение, часть крепостной стены Таллина. Памятник архитектуры XIV века.
Расположена на улице Мюйривахе, д. 12.
Нынешняя башня полуарочного плана построена примерно в 1400 году. В 1480-х годах к башне была пристроена новая оборонительная площадка с крышей. Материал башни — плитняк. 
Название получила по имени таллинского пастуха Ассо (Ассауве), в 1370-х годах имевшего здесь недвижимость — дом и двор. По соседним Скотопрогонным улицам (ныне — Суур-Карья, Вайке-Карья) жители города гнали свой скот на пастбища за городскими стенами.
С середины XIX века первый этаж башни занимала конюшня, верхние этажи не использовались и постепенно ветшали.
В 1934 году в башне была открыта небольшая экспозиция музыкальных инструментов, в основе — личные вещи композитора Пеэтера Сюда (1883—1920), положившая начало коллекции нового музея — Эстонского музея театра и музыки. В 1941 году этот музей приобрёл государственный статус и занимает башню и пристройки к ней и в настоящее время.